# Olympische Winterspiele 2018/Teilnehmer (Spanien)
| Gelbes Symbol für Goldmedaillen mit stilisierten Olympischen Ringen | Graues Symbol für Silbermedaillen mit stilisierten Olympischen Ringen | Braundes Symbol für Bronzemedaillen mit stilisierten Olympischen Ringen |
| ------------------------------------------------------------------- | --------------------------------------------------------------------- | ----------------------------------------------------------------------- |
| —                                                                   | —                                                                     | 2                                                                       |

Bei den Olympischen Winterspielen 2018 nahm Spanien mit 13 Athleten in fünf Disziplinen teil, davon elf Männer und zwei Frauen. Fahnenträger bei der Eröffnungsfeier war Lucas Eguibar.

## Teilnehmer nach Sportarten

### Eiskunstlauf
| Athleten                      | Wettbewerbe | Kurzprogramm/-tanz | Kurzprogramm/-tanz | Kür/Kürtanz        | Kür/Kürtanz        | Gesamt | Gesamt |
| Athleten                      | Wettbewerbe | Punkte             | Rang               | Punkte             | Rang               | Punkte | Rang   |
| ----------------------------- | ----------- | ------------------ | ------------------ | ------------------ | ------------------ | ------ | ------ |
| Männer                        |             |                    |                    |                    |                    |        |        |
| Javier Fernández López        | Einzel      | 107,58             | 2                  | 197,66             | 4                  | 305,24 | Bronze |
| Felipe Montoya                | Einzel      | 52,41              | 29                 | Kür nicht erreicht | Kür nicht erreicht | 52,41  | 29     |
| Mixed                         |             |                    |                    |                    |                    |        |        |
| Sara Hurtado Kirill Khaliavin | Eistanz     | 66,93              | 12                 | 101,40             | 11                 | 168,33 | 12     |

### Skeleton
| Athlet          | Lauf 1  | Lauf 1 | Lauf 2  | Lauf 2 | Lauf 3  | Lauf 3 | Lauf 4        | Lauf 4        | Gesamt      | Gesamt |
| Athlet          | Zeit    | Rang   | Zeit    | Rang   | Zeit    | Rang   | Zeit          | Rang          | Zeit        | Rang   |
| --------------- | ------- | ------ | ------- | ------ | ------- | ------ | ------------- | ------------- | ----------- | ------ |
| Männer          |         |        |         |        |         |        |               |               |             |        |
| Ander Mirambell | 51,64 s | 21     | 52,06 s | 26     | 51,59 s | 22     | ausgeschieden | ausgeschieden | 2:35,29 min | 23     |

### Ski Alpin
| Athleten         | Wettbewerbe  | 1. Lauf     | 2. Lauf       | Gesamt        | Gesamt        |
| Athleten         | Wettbewerbe  | Zeit        | Zeit          | Zeit          | Rang          |
| ---------------- | ------------ | ----------- | ------------- | ------------- | ------------- |
| Männer           |              |             |               |               |               |
| Juan Del Campo   | Riesenslalom | 1:13,39 min | DNF           | ausgeschieden | ausgeschieden |
| Juan Del Campo   | Slalom       | DNF         | ausgeschieden | ausgeschieden | ausgeschieden |
| Joaquim Salarich | Slalom       | 52,07 s     | DNF           | ausgeschieden | ausgeschieden |

### Skilanglauf
| Männer                          |                 |              |    |               |               |     |
| Imanol Rojo                     | 15 km Freistil  | −            | −  | 37:35,5 min   | 62            | 62  |
| Imanol Rojo                     | 30 km Skiathlon | −            | −  | 1:23:06,5 h   | 49            | 49  |
| Imanol Rojo                     | 50 km klassisch | −            | −  | 2:19:10,1 h   | 35            | 35  |
| Martí Vigo del Arco             | 15 km Freistil  | −            | −  | DNF           | DNF           | DNF |
| Imanol Rojo Martí Vigo del Arco | Teamsprint      | 16:59,83 min | 10 | ausgeschieden | ausgeschieden | 19  |

### Snowboard
| Athleten          | Wettbewerbe | Halbfinale | Halbfinale | Finale | Finale |
| Athleten          | Wettbewerbe | Punkte     | Rang       | Punkte | Rang   |
| ----------------- | ----------- | ---------- | ---------- | ------ | ------ |
| Frauen            |             |            |            |        |        |
| Queralt Castellet | Halfpipe    | 71,50      | 5          | 67,75  | 7      |

| Athleten         | Wettbewerbe    | Achtelfinale | Achtelfinale | Achtelfinale | Viertelfinale | Halbfinale    | Finale        | Rang   |
| Athleten         | Wettbewerbe    | Rang         | Rang         | Rang         | Rang          | Rang          | Rang          | Rang   |
| ---------------- | -------------- | ------------ | ------------ | ------------ | ------------- | ------------- | ------------- | ------ |
| Männer           |                |              |              |              |               |               |               |        |
| Lucas Eguibar    | Snowboardcross | DNF          | DNF          | DNF          | ausgeschieden | ausgeschieden | ausgeschieden | 33     |
| Regino Hernández | Snowboardcross | 3            | 3            | 3            | 1             | 1             | 3             | Bronze |
| Laro Herrero     | Snowboardcross | 5            | 5            | 5            | ausgeschieden | ausgeschieden | ausgeschieden | 38     |